# Korg: 70,000 B.C.
Korg: 70,000 B.C. est une série télévisée de fiction préhistorique américaine en 19 épisodes de 30 minutes, créée par Fred Freiberger et produit par Hanna-Barbera Productions, diffusée entre le 7 septembre 1974 et le 30 août 1975 sur le réseau ABC,,.
Korg a présenté les aventures d'une famille de Néandertaliens pendant la dernière période glaciaire. Il était destiné à être éducatif et était basé sur les meilleures recherches alors en vigueur sur la vie des Néandertaliens. Cependant, certaines situations ont dû être édulcorées pour un jeune public. 

## Production
Le Musée américain d'histoire naturelle à New York et le Musée d'histoire naturelle du comté de Los Angeles ont servi de consultants à la série.
La série était l'une des trois émissions "sérieuses" que ABC a diffusées sur sa grille du samedi matin en 1974, avec les drames familiaux d'animation Devlin et These Are the Days. Les trois émissions étaient des échecs dans les cotes d'écoute, et toutes ont été annulées en janvier 1975 (bien que Korg ait continué ses rediffusions jusqu'en août).

## Distribution[5]
- Burgess Meredith : Narrateur
- Jim Malinda : Korg
- Bill Ewing : Bok
- Naomi Pollack : Mara
- Christopher Man : Tane
- Charles Morteo : Tor
- Janelle Pransky : Ree

## Bande dessinée
Charlton Comics a publié une comic book de Korg de mai 1975 à novembre 1976. La série a été écrite et dessinée par Pat Boyette et a duré neuf numéros. Les deux premiers numéros respectent la crédibilité (pré)historique. Cela se gâte dès le numéro 3 où apparaît un monstre saurien inconnu mais de belle taille, toujours sur le concept du «monde perdu» (dans ce cas une île), ainsi qu’un magicien, le Samaritain, qu’on retrouvera par la suite.
Dans la même mesure, nous aurons aussi droit à un robot au #6 . Fait plus curieux encore, la série s’achève avec le mythe de l’Atlantide tout comme pour la série Kona quelques années plus tôt.
À 6 reprises, une courte nouvelle de 1 à 2 pages avec Korg accompagnait le numéro :
Korg’s Woman (#4), A survivor (#5), Man, Against Beast (#6), Big Tooth (#7), Evil Omen (#8), The Ugly Ones (#9).

### Korg 70,000 BC
#1 mai 1975
1.	The Snow People -22 planches
#2 août 1975
2.	The Strangers -21 planches
#3 octobre 1975
3.	Land of Milk and Honey! -21 planches
#4 décembre 1975
4.	Sans titre -21 planches
#5 février 1976
5.	Peace ! -21 planches
#6 mai 1976
6.	A Fantasy -21 planches
#7 juillet 1976
7.	Survival! -22 planches
#8 septembre 1965
8.	The journey -21 planches
#9 novembre 1976
9.	South to Atlantis -21 planches
L'histoire est divisée en deux chapitres (Part I, Part II). Le #10, jamais sorti, était annoncé avec le titre Kingdom of the Gods. Mais Korg et son complice sont restés bloqués, jusqu'à présent en tout cas, sur un radeau. Faut-il y voir une allusion à la Méduse qu'ils avaient rencontrée dans le #4 ?